# قاسم‌آباد حاجی
قاسم‌آباد حاجی، روستایی از توابع بخش مرکزی شهرستان رفسنجان در استان کرمان ایران است.

## جمعیت
این روستا در دهستان قاسم آباد قرار دارد و براساس سرشماری مرکز آمار ایران در سال ۱۳۸۵، جمعیت آن ۲٬۷۳۷ نفر (۶۷۱خانوار) بوده‌است.